# Oberheldrungen
Oberheldrungen är en kommun och ort i Kyffhäuserkreis i förbundslandet Thüringen i Tyskland.
Kommunen ingår i förvaltningsgemenskapen An der Schmücke tillsammans med kommunerna Etzleben och An der Schmücke.